# Ялпуг (село)
Ялпуг (рум. Ialpug) — село в Чимишлийском районе Молдавии. Наряду с сёлами Хыртоп и Присака входит в состав коммуны Хыртоп.

## География
Село расположено на высоте 152 метров над уровнем моря. В 2,5 км на восток от южной окраины села, из родника берёт своё начало и течёт по направлению с севера на юг река Ялпужель (правый приток реки Ялпуг). В 1 км от северной окраины села из дождевого источника в лесном массиве начинает свой исток река Ялпуг, однако её постоянным источником является родник находящийся в 0,5 км ниже по руслу. Обе реки на этом участке периодически пересыхают.

## Население
По данным переписи населения 2004 года, в селе Ялпуг проживает 340 человек (180 мужчин, 160 женщин).
Этнический состав села:
| Национальность | Число жителей | Процентный состав |
| -------------- | ------------- | ----------------- |
| молдаване      | 325           | 95.59             |
| украинцы       | 14            | 4.12              |
| болгары        | 1             | 0.29              |
| Всего          | 340           | 100 %             |